# Tibava
Tibava es un municipio del distrito de Sobrance en la región de Košice, Eslovaquia, con una población estimada a final del año 2024 de 534 habitantes.
Se encuentra ubicado al noreste de la región, en la cuenca hidrográfica del río Bodrog (afluente derecho del Tisza) y cerca de la frontera con la región de Prešov y Ucrania.

## Demografía
| Año        | 1994 | 2004    | 2014    | 2024    |
| ---------- | ---- | ------- | ------- | ------- |
| Población  | 523  | 529     | 555     | 534     |
| Diferencia |      | +1,14 % | +4,91 % | −3,78 % |

| Año        | 2023 | 2024    |
| ---------- | ---- | ------- |
| Población  | 539  | 534     |
| Diferencia |      | −0,92 % |